# Storia dei preti uccisi dai partigiani
Il libro Storia dei preti uccisi dai partigiani è una ricostruzione di 129 omicidi avvenuti tra il 1944 e il 1947 e che si possono storicamente inquadrare nella cosiddetta strage dei preti.
L'autore Roberto Beretta è un giornalista di Avvenire specializzato in temi religiosi; in questo libro riprende e amplia una lunga serie di articoli da lui pubblicati sul quotidiano.
Secondo i documenti e le testimonianze trovate dall'autore nel periodo indicato furono uccisi, prevalentemente in Istria, in Emilia e Romagna, 129 sacerdoti da parte di estremisti comunisti a seguito degli eccessi ideologici della Resistenza. Solo una ristretta minoranza erano simpatizzanti del regime fascista, pertanto l'autore ritiene che i motivi per cui furono ammazzati fossero altri.
L'autore si domanda se queste uccisioni fossero state - in tutto o in parte - frutto di un disegno ordinato. Vengono peraltro ricondotte ai veri colpevoli alcune uccisioni di sacerdoti (al di fuori dei 129 suddetti) finora attribuite ai partigiani. In effetti, secondo Ulderico Munzi il titolo trae in inganno perché ci sono anche le vicende telegrafiche di preti uccisi dai tedeschi e dai fascisti... Ma il titolo con il «partigiano massacratore» fa vendere qualche copia in più.

## La strage e i tentativi di far luce
La zona d'Italia dove le vittime furono più numerose fu denominata "Il triangolo della morte", con vertici a Bologna, Modena e Reggio Emilia.
È del 1976, in anni ormai lontani dai fatti, una ricerca di don Mino Martelli, pubblicata col titolo: "Una guerra e due resistenze", Edizioni Paoline 1976.
Il libro è anche un atto d'accusa nei confronti dei molti responsabili del lungo silenzio su questi fatti.

## Capitoli del libro
- Gli epurati
- I cappellani
- I sospettati
- I "padroni"
- I giustiziati
- I traditi
- I dimenticati e gli insepolti
- I beatificati
- Gli strumentalizzati
- Gli infoibati

## Edizioni
- Roberto Beretta, Storia dei preti uccisi dai partigiani, collana Religione, Edizioni Piemme, 2005,  p. 319, ISBN 88-384-8459-7.